# Foz do Arelho
Foz do Arelho é uma vila portuguesa sede da Freguesia de Foz do Arelho do Município de Caldas da Rainha e da região Oeste portuguesa, freguesia com 9,62 km² de área e 1400 habitantes (censo de 2021), tendo, assim, uma densidade populacional de 145,5 hab./km².
A freguesia foi criada pela Lei n.º 839, de 05/07/1919, com lugares da freguesia de Serra do Bouro.
A povoação sede da freguesia, Foz do Arelho, foi elevada à categoria de vila em 12 de Junho de 2009.
É conhecida como destino de férias de Verão, visto possuir praias não apenas viradas para o oceano Atlântico, mas também na orla da Lagoa de Óbidos.

## História
A ocupação de seu sítio remonta a um povoado piscatório da paróquia da Serra do Bouro. Com a criação das freguesias manteve-se como povoado da freguesia da Serra do Bouro, da qual foi desanexada em 1919, constituindo-se como freguesia pela Lei nº 839 de Julho de 1919.
É impossível falar de uma história da Foz do Arelho sem falar da Lagoa de Óbidos, à qual está – e, de resto, estará – sempre intimamente ligada.
Essa ligação é quase visceral, começando, desde logo, por ser na Lagoa que o povoado ganhou pelo menos parte do seu nome, exactamente por estar na foz de um rio. Apesar de tudo não há nenhum rio Arelho, facto que não deixa de gerar alguma perplexidade. A ligação, contudo, não se queda pela curiosidade do nome. É bastante mais profunda.
Da Lagoa de antigamente se dizia que dava pão e vinho. Era, como é, o sustento da terra – nela se pescava, mas dela ser recolhia também o limo com que as populações locais adubavam a terra.
Com diversas funções económicas ao longo dos tempos, destaca-se hoje pela importância que continua a desempenhar na economia local – no turismo, no sector imobiliário, na pesca, na restauração.
Uma das referências históricas da região é a Quinta de Nossa Senhora de Guadalupe (século XVI), no centro histórico da povoação, em torno da qual a mesma se desenvolveu. Até à revogação dos foros (enfiteuse), grande parte dos terrenos agrícolas pagavam tributo à Quinta, resultante do morgadio instituído em 1580. Foi estância de férias de Francisco de Almeida Grandella, benfeitor da terra a quem se deve a edificação da escola primária – que ainda hoje funciona – e as instalações hoje pertencentes ao INATEL, uma das maiores unidades hoteleiras do país, resultante da remodelação do magnífico palácio outrora ali implantado.
Não menos ilustres figuras ficaram ligadas à Foz do Arelho: João Soares, renomado pedagogo, que cá teve a estância de férias do Colégio Moderno; o visconde de Moraes; o visconde de Almeida Araújo; e o próprio rei D. Carlos I.
Até à década de 1980, a Foz do Arelho, à semelhança, aliás, do que sucedeu no resto do país, sofreu o impacto do fenómeno da emigração. Grande parte dos naturais emigrou, principalmente para os Estados Unidos e para o Canadá, em busca de melhores condições de vida.
Outro dos fluxos populacionais que marcou a freguesia foi o da instalação dos "retornados" das ex-colónias, essencialmente após o 25 de Abril.

## Demografia
A população registada nos censos foi:
| Distribuição da População por Grupos Etários | Distribuição da População por Grupos Etários | Distribuição da População por Grupos Etários | Distribuição da População por Grupos Etários | Distribuição da População por Grupos Etários |
| -------------------------------------------- | -------------------------------------------- | -------------------------------------------- | -------------------------------------------- | -------------------------------------------- |
| Ano                                          | 0-14 Anos                                    | 15-24 Anos                                   | 25-64 Anos                                   | > 65 Anos                                    |
| 2001                                         | 146                                          | 134                                          | 664                                          | 279                                          |
| 2011                                         | 169                                          | 130                                          | 716                                          | 324                                          |
| 2021                                         | 139                                          | 108                                          | 713                                          | 440                                          |

## Praia
- Mar

Outrora muito famosa pelas noites da discoteca Green Hill, presentemente os dias a banhos não ficam atrás. Tem um largo areal contornado por uma avenida marginal muito bem arranjada, mas de trânsito caótico ao fim-de-semana.
- Lagoa

Proporciona óptimas condições para as crianças nadarem, além do imenso areal permitir a prática de desportos. Ventosa, é boa para o windsurf. Alguns dos confortáveis bares na marginal são boas opções para frequentes fins de semana mais frescos.

## Sítios

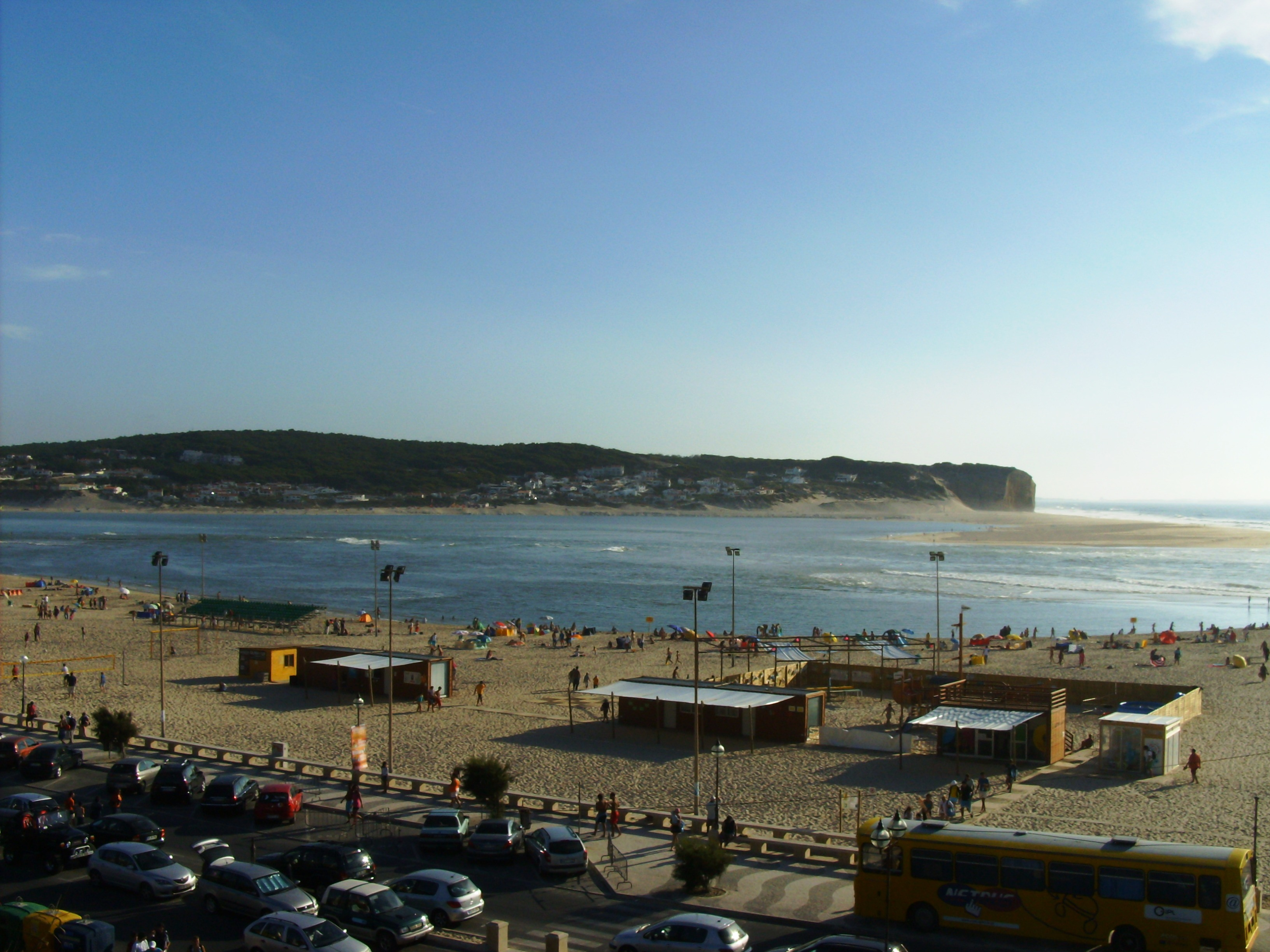
Foz do Arelho, Portugal: vista da praia.

- Penedo Furado, INATEL (FNAT), Escola Primária, Casa das Palmeiras, Casa do Miguel, Palacete do Visconde, *Hotel do Facho, Hotel Penedo Furado**, Fonte dos Namorados, Quinta de Nossa Senhora da Guadalupe, Praia do Mar, Lagoa de Óbidos.
- Percursos Pedestres, Desportos, Pesca Desportiva

## Como chegar
A acessibilidade à freguesia é bastante boa. A 5 minutos da auto-estrada A8, a Foz do Arelho é directamente servida por três vias de acesso: EN360 (Saída EN 360 na A8); Variante Atlântica (Saída Zona Industrial / Caldas da Rainha na A8); a Norte, pela Estrada Atlântica (de São Martinho do Porto, a 6 quilómetros).